# تفعيلة غير نظامية
تفعيلة غير نظامية أو اللانظام في عدد المقاطع أو اللا تساوي المقطعي هو مصطلح لغوي يُستخدم في علم العروض، ويشير إلى أن أبيات مقطع شعري أو قصيدة لا تحتفظ بانتظام في عدد المقاطع العروضية.
يُعد اللانظام في عدد المقاطع سِمة مميزة لأناشيد البطولة الإسبانية، مثل أنشودة السيد، والتي تعود أصولها إلى التقليد الشفهي، حيث تختلف أبياتها في عدد المقاطع من بيت إلى آخر. معنى كلمة "anisosilábico" هو: "لا (an) – متساوي (iso) – مقطع (silábico)".